# Polyura acuminata
Polyura acuminata är en fjärilsart som beskrevs av Percy I. Lathy 1926. Polyura acuminata ingår i släktet Polyura och familjen praktfjärilar. Inga underarter finns listade i Catalogue of Life.